# トムとジェリー魔法の指輪
『トムとジェリー 魔法の指輪』 （Tom and Jerry: The Magic Ring）は、2001年11月12日に公開された、トムとジェリーシリーズのOVA。ハンナ・バーベラ・プロダクションのオリジナル短編をリキャプチャしたOVAを作るのはこの作品が初めてである。
この作品が公開される前の3月22日にウィリアム・ハンナが死去しているため、これが彼の遺作となった。
ワーナー・ブラザースがプロデュースしたトムとジェリーの作品はこれが初めてである。

## ストーリー
不気味な住宅で追いかけっこをしていたトムとジェリー。その拍子にトムが偶然にも研究中の魔法使いの部屋に入ってしまった。そこで魔法使いはトムに魔法の指輪を守るよう命じてコルカタへ向かった。
ところが、ジェリーがその指輪をかぶって抜けなくなってしまう。魔法使いに追い出されると思ったトムは街の人と動物達を巻き込んで指輪とジェリーを追いかける。

## 登場キャラクター

### ネコ
トム
ジェリーのライバル。魔法使いに指輪の管理を指示されるが、指輪を頭にかぶったジェリーを追いかけて、都会に出る。ラストで魔法の指輪を着けてしまい、魔法使いの怒りを買わせて、魔法攻撃を受けて家から追い出され、復活したスパイクとパトカー達に追いかけられるという結果を迎えた。
ブッチ
ゴミ箱の中にいた。ジェリーを狙ってトムを追いかけ、指輪の魔法にかかる。

### ネズミ
ジェリー
トムのライバル。いたずらで指輪を頭にかぶって抜けなくなってしまい、本作のほとんどをこの状態で過ごすことになる。ラストで指輪が抜けた後、魚に魔法を掛けてチーズに変えた。
ニブルス
ペットショップにいたネズミの幼児。フレディとジョーイにいじめられていたが、指輪をかぶったジェリーにより助けられる。その後指輪の力で巨大化し、チーズとなった二匹のネズミを追いかける。この追いかけっこは本作の終盤も続いていた。後の作品ではタフィと呼ばれる。
フレディ
ニブルスを虐げていた横暴なネズミ。いじめを止めたジェリーの頭の指輪によりチーズにされてしまい、ニブルスに追いかけられる。デザインはごきげんないとこに登場するマッスルズと同一。
ジョーイ
フレディの仲間。フレディと一緒にニブルスをいじめていたが、指輪の魔法でフレディともどもチーズにされ、ニブルスに追われる。

### イヌ
スパイク
ペットショップにいる犬。容姿は他のトムとジェリー作品と変わらないが、体は灰色から黄土色になった。指輪により檻が開けられ、パトカーやタイクとともにトムを追いかける。ブルさんとも呼ばれる。
タイク
スパイクの息子。スパイクと共に行動する。
ドルーピー
水晶玉を使う予言者(吹き替え音声では超能力者)。占いの館を経営している。トムとジェリーの逃げ込んだバスを運転する。
スパイク/ブッチ
ドルーピー作品に登場するブルドッグ。占いの館の受け付け担当。

### 人間
魔法使い
指輪の魔法使いで、男性。英語名は、チップ(Chip）。トムに魔法の指輪を見守るよう命じる。ラストでトムが魔法の指輪を着けてしまい、盗まれたと怒り、トムを攻撃して追い出した。トムが追い出された後、トムの代わりにジェリーに魚を渡した。

## 用語
魔法の指輪
魔法使いが持っていた謎の指輪。ジェリーが頭にかぶった。
カルカッタ
コルカタの旧称。魔法使いの牧場がある。家の牛乳がないことに気づき、牛乳を取りに行った。

## スタッフ
- 制作：トム・ミントン
- アソシエイト・プロデューサー：キャスリン・ページ
- 音楽：J・エリック・シュミット
- 制作総指揮：ジーン・マッカーディ、ウィリアム・ハンナ、ジョセフ・バーベラ
- 監督：=ジェームズ・T・ウォーカー

## キャスト
- ジェフ・ベネット：トム、ドルーピー、ジョーイ
- フランク・ウェルカー：ジェリー、タイク
- チャーリー・シュラッター：チップ
- ジム・カミングス：ブッチ
- メラニー・フラナガン：少年
- ジェス・ハーネル：警官
- モーリス・ラマーシュ：スパイク/Alley-Cat
- トレス・マクニール：マーガレット/Mom
- タラ・ストロング：ニブルス
- ビリー・ウェスト：フレディ

## 日本語版吹き替え

### キャスト
声の出演
- 肝付兼太（トム）
- 堀絢子（ジェリー）
- 中尾隆聖（ドルーピー）
- 島香裕 （スパイク）
- 小桜エツ子（ニブルス）
- 松井範雄（ブッチ）

### スタッフ
- プロデューサー：尾谷アイコ／小出春美（ワーナー・ホーム・ビデオ）
- 翻訳：小寺陽子
- 演出：木村絵理子
- 編集：オムニバス・ジャパン
- 調整：田中和成
- 日本語版制作：ワーナー・ホーム・ビデオ／東北新社